# Toisa Voyager (schip, 2006)
De Toisa Voyager is een bevoorradings- en ondersteuningsschip voor de offshore-industrie (olie- en gaswinning, windturbines) in de Noordzee. Het behoort tot de vloot van Sealion Shipping Ltd. uit Farnham (Surrey) in Groot-Brittannië. De eigenaar is Toisa Ltd., het moederbedrijf van Sealion Shipping.
Het schip werd gebouwd in Wuhu (China) in 2006 en is geregistreerd onder de goedkope vlag van de Bahama's. Het heeft een vrachtdek van 48 bij 15 meter dat 1200 ton kan dragen; een helikopterdek van 18,7 m breed voor helikopters tot 8,6 ton en diverse andere uitrustingen (kranen, katrollen e.d.). Het kan 60 personen vervoeren. Het is uitgerust met computergestuurde precisie-positionering voor het uitvoeren van operaties met remotely operated vehicles (ROV's). In 2014 is het schip gebruikt voor het leggen van kabels in het Westermost Rough windturbinepark voor de kust van Yorkshire (Engeland).